# مسعود (المخادر)

تعديل مصدري - تعديل

مسعود هي إحدى قرى عزلة السحول بمديرية المخادر التابعة لمحافظة إب، بلغ تعداد سكانها 447 نسمة حسب تعداد اليمن لعام 2004.